# Polacke
Polack(e) (Plural Polacken) ist eine historisch neutrale, im heutigen deutschen Sprachgebrauch aber stark abwertende Bezeichnung für Polen, also ein Ethnophaulismus. Sie ist der polnischen Sprache entlehnt, wo Polak die standardsprachliche Bezeichnung für „Pole“ ist.

## Sprachgebrauch im Deutschen

### Geschichte
Wann sich Polack(e) im Deutschen von einer neutralen Bezeichnung zu einem Schimpfwort wandelte, ist schwer nachvollziehbar. Bis in das 19. Jahrhundert finden sich zahlreiche Beispiele für eine wertneutrale Verwendung des Begriffs, doch schon Adelungs Grammatisch-kritisches Wörterbuch der Hochdeutschen Mundart (1774–1786) stellte fest, dass die „im gemeinen Leben“ anstelle von Pohle bzw. Pohlin  gebrauchten Bezeichnungen „ein Polāk, die Polākinn“ etwas „Niedriges und Verächtliches bey sich“ habe, „ungeachtet es aus dem Pohln. Polacy entlehnet ist“.

### Weitere Bedeutungen
In verschiedenen Dialekten des Deutschen ist die Bezeichnung ‚Polacke‘ (auch: ‚Polack‘, ‚Pollack‘, ‚Polk‘, ‚Polke‘, ‚Polek‘, ‚Pollak‘, ‚Polling‘, ‚Pollink‘) für einen Getränke- oder Speiserest oder unverbrannten Tabak in der Pfeife gebräuchlich. Im übertragenen Sinne kann sich das Wort auf das letzte Kind in der Familie beziehen. Im Altpreußischen und Litauischen gibt es ähnliche Bezeichnungen. Das Wort wurde außerdem auf das jiddische ‚polag‘ (‚abgesondert‘) zurückgeführt. Der Historiker Tomasz Szarota hält für möglich, dass der Ausdruck ironisch gebraucht wurde, „da die Polen die Gewohnheit haben, Alkohol mit einem Zuge bis auf den letzten Tropfen zu trinken, im Gegensatz zu den Deutschen, die immer einen Rest übrig lassen“. Er geht jedoch eher davon aus, dass der Bodensatz mit etwas Bösem in Zusammenhang gebracht und deswegen „Pollack“ genannt wurde. Außerdem wurde mit dem Wort ein Klaps auf den Hintern bezeichnet.

## In anderen Sprachen
Englisch polack, niederländisch polak sowie französisch polaque werden wie deutsch Polack(e) heute gleichfalls nurmehr pejorativ, also in beleidigender Absicht gebraucht – die standardsprachlichen Ausdrücke sind hier analog zu deutsch „Pole“ im Englischen Pole, im Niederländischen pool und im Französischen polonais. Dahingegen stellt polacco im Italienischen, polaco im Spanischen und Portugiesischen nach wie vor die korrekte, auch offizielle und mithin wertneutrale Bezeichnung für einen/die Polen dar. Gleiches gilt für die entsprechenden Benennungen in allen slawischen Sprachen (wie tschechisch Polák, russisch поля́к, usf.), in den skandinavischen Sprachen (schwedisch polack, dänisch polak und norwegisch polakk), im Jiddischen sowie im Lettischen.